# Jack Adams Award

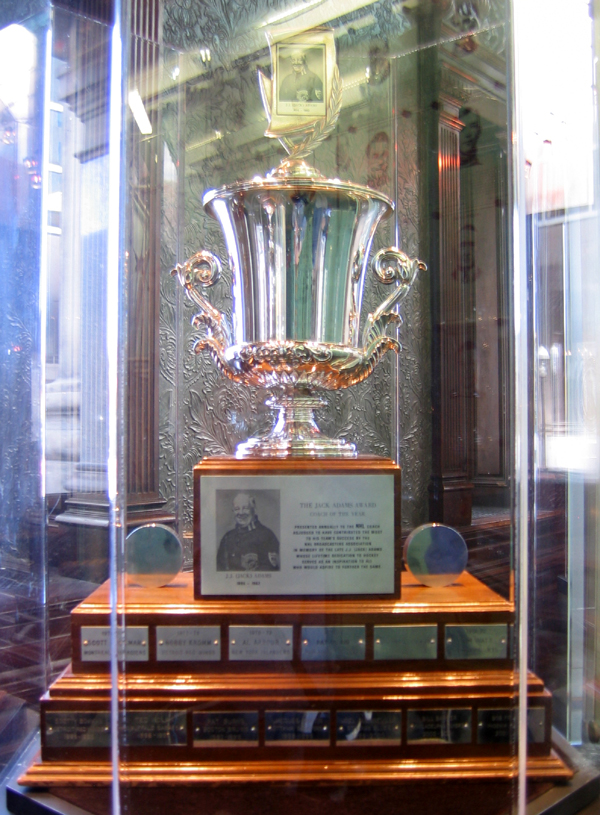
Jack Adams Award

De Jack Adams Award wordt jaarlijks uitgereikt aan de beste ijshockeycoach in de National Hockey League. De prijs wordt uitgereikt sinds 1974 en Pat Burns is de enige coach die de trofee drie keer gewonnen heeft. Hij is vernoemd naar Jack Adams, een succesvolle oud-ijshockeycoach.

## Winnaars
| Seizoen | Winnaar                   | Team                    | Win # |
| ------- | ------------------------- | ----------------------- | ----- |
| 2018    | Gerard Gallant            | Vegas Golden Knights    | 1     |
| 2017    | John Tortorella           | Columbus Blue Jackets   | 2     |
| 2016    | Barry Trotz               | Washington Capitals     | 1     |
| 2015    | Bob Hartley               | Calgary Flames          | 1     |
| 2014    | Patrick Roy               | Colorado Avalanche      | 1     |
| 2013    | Paul MacLean              | Ottawa Senators         | 1     |
| 2012    | Ken Hitchcock             | St. Louis Blues         | 1     |
| 2011    | Dan Bylsma                | Pittsburgh Penguins     | 1     |
| 2010    | Dave Tippett              | Phoenix Coyotes         | 1     |
| 2009    | Claude Julien             | Boston Bruins           | 1     |
| 2008    | Bruce Boudreau            | Washington Capitals     | 1     |
| 2007    | Alain Vigneault           | Vancouver Canucks       | 1     |
| 2006    | Lindy Ruff                | Buffalo Sabres          | 1     |
| 2005    | Geen winnaar door staking |                         |       |
| 2004    | John Tortorella           | Tampa Bay Lightning     | 1     |
| 2003    | Jacques Lemaire           | Minnesota Wild          | 2     |
| 2002    | Bob Francis               | Phoenix Coyotes         | 1     |
| 2001    | Bill Barber               | Philadelphia Flyers     | 1     |
| 2000    | Joel Quenneville          | St. Louis Blues         | 1     |
| 1999    | Jacques Martin            | Ottawa Senators         | 1     |
| 1998    | Pat Burns                 | Boston Bruins           | 3     |
| 1997    | Ted Nolan                 | Buffalo Sabres          | 1     |
| 1996    | Scotty Bowman             | Detroit Red Wings       | 2     |
| 1995    | Marc Crawford             | Québec Nordiques        | 1     |
| 1994    | Jacques Lemaire           | New Jersey Devils       | 1     |
| 1993    | Pat Burns                 | Toronto Maple Leafs     | 2     |
| 1992    | Pat Quinn                 | Vancouver Canucks       | 2     |
| 1991    | Brian Sutter              | St. Louis Blues         | 1     |
| 1990    | Bob Murdoch               | Winnipeg Jets ('72-'96) | 1     |
| 1989    | Pat Burns                 | Montreal Canadiens      | 1     |
| 1988    | Jacques Demers            | Detroit Red Wings       | 2     |
| 1987    | Jacques Demers            | Detroit Red Wings       | 1     |
| 1986    | Glen Sather               | Edmonton Oilers         | 1     |
| 1985    | Mike Keenan               | Philadelphia Flyers     | 1     |
| 1984    | Bryan Murray              | Washington Capitals     | 1     |
| 1983    | Orval Tessier             | Chicago Blackhawks      | 1     |
| 1982    | Tom Watt                  | Winnipeg Jets ('72–'96) | 1     |
| 1981    | Red Berenson              | St. Louis Blues         | 1     |
| 1980    | Pat Quinn                 | Philadelphia Flyers     | 1     |
| 1979    | Al Arbour                 | New York Islanders      | 1     |
| 1978    | Bobby Kromm               | Detroit Red Wings       | 1     |
| 1977    | Scotty Bowman             | Montreal Canadiens      | 1     |
| 1976    | Don Cherry                | Boston Bruins           | 1     |
| 1975    | Bob Pulford               | Los Angeles Kings       | 1     |
| 1974    | Fred Shero                | Philadelphia Flyers     | 1     |

## Coach van het Jaar die ook de Stanley Cup won
| Seizoen | Winnaar         | Team                |
| ------- | --------------- | ------------------- |
| 2004    | John Tortorella | Tamba Bay Lightning |
| 1977    | Scotty Bowman   | Montreal Canadiens  |
| 1974    | Fred Shero      | Philadelphia Flyers |

(update tot en met 2018)

Eastern Conference
Western Conference
Stanley Cup · Clarence S. Campbell Bowl · Prince of Wales Trophy · Presidents' Trophy · Hart Memorial Trophy · Lester B. Pearson Award · Conn Smythe Trophy · Art Ross Memorial Trophy · Maurice Richard Trophy · Calder Memorial Trophy · James Norris Memorial Trophy · Frank J. Selke Trophy · NHL plus/minus Award · Bill Masterton Memorial Trophy · Lady Byng Memorial Trophy · King Clancy Memorial Trophy · Mark Messier Leadership Award · Vezina Trophy · Roger Crozier Saving Grace Award · William M. Jennings Trophy · Jack Adams Award · Lester Patrick Trophy